# Carlos Tenorio
Carlos Tenorio (Esmeraldas, 1979. május 14.) ecuadori válogatott labdarúgó, csatár.

## Pályafutása

### Klubcsapatban
Pályafutását 2001-ben az LDU Quito csapatában kezdte. 2003-ban kölcsönadták a szaúdi En-Naszr együttesének, ahol 16 mérkőzésen 15 alkalommal volt eredményes és ezzel elnyerte a gólkirályi címet. 2003 és 2009 között a katari Asz-Szaddban játszott és három bajnoki címet (2004, 2006, 2007) szerzett, valamint a 2005–06-os szezonban a bajnokság legeredményesebb játékosa volt 21 góllal. 
2009-től 2011-ig az Arab emírségekben az En-Naszr játékosa volt, melynek színeiben 25 mérkőzésen 23 gólt szerzett. 2012 és 2013 között a brazil Vasco da Gamát erősítette. 2014-ben hazatért Ecuadorba az El Nacional csapatához, de még abban az évben Bolíviába szerződött a Club Bolívar csapatához, melynek tagjaként 55 mérkőzésen 23 alkalommal talált az ellenfelek kapujába. 2016-ban az LDU Quito, 2017-ben a bolíviai Sport Boys csapatában szerepelt. 2018-ban az Atlético Saquisilí színeiben fejezte be a pályafutását.

### A válogatottban
2001 és 2011 között 50 mérkőzésen szerepelt az ecuadori válogatottban és 12 gólt szerzett. Részt vett a 2002-es CONCACAF-aranykupán és a 2002-es világbajnokságon. A 2006-os világbajnokságon a Lengyelország és a Costa Rica elleni csoportmérkőzésen is gólt szerzett. Tagja volt még a 2007-es Copa Américán szereplő válogatott keretének is.

## Sikerei, díjai

### Asz-Szadd
- Katari bajnok (3): 2003–04, 2005–06, 2006–07

### Egyéni
- A Szaúd-arábiai bajnokság gólkirálya (1): 2002–03 (15 gól)
- A katari bajnokság gólkirálya (1): 2005–06 (21 gól)